# Cantón de Laloubère
El cantón de Laloubère era una división administrativa francesa, que estaba situada en el departamento de Altos Pirineos y la región de Mediodía-Pirineos.

## Composición
El cantón estaba formado por ocho comunas:
- Arcizac-Adour
- Hiis
- Horgues
- Laloubère
- Momères
- Odos
- Saint-Martin
- Soues

## Supresión del cantón de Laloubère
En aplicación del Decreto n.º 2014-242 de 25 de febrero de 2014, el cantón de Laloubère fue suprimido el 22 de marzo de 2015 y sus 8 comunas pasaron a formar parte; seis del nuevo cantón de Medio Adour, una del nuevo cantón de Aureilhan y otra del nuevo cantón de La Alta Bigorra.